# Serres-et-Montguyard
Serres-et-Montguyard è un comune francese di 196 abitanti situato nel dipartimento della Dordogna nella regione della Nuova Aquitania.

## Società

### Evoluzione demografica
Abitanti censiti